# تاکویا فوجیوارا
تاکویا فوجیوارا (انگلیسی: Takuya Fujiwara؛ زادهٔ ۱۸ دسامبر ۱۹۹۲) بازیکن فوتبال اهل ژاپن است.